# Idaho
Idaho (englische Aussprache [ˈaɪ̯dəhoʊ̯] ⓘ) ist ein Bundesstaat im Nordwesten der Vereinigten Staaten von Amerika und Teil der Unterregionen Pazifischer Nordwesten und Mountain West. Er grenzt im Osten an Montana und Wyoming, im Süden an Nevada und Utah und im Westen an Washington und Oregon. Im Norden grenzt der Bundesstaat auf einem kleinen Teil der Grenze zwischen Kanada und den Vereinigten Staaten an die kanadische Provinz British Columbia. 
Die Hauptstadt und größte Stadt des Bundesstaates ist Boise, weitere bedeutende Städte sind Nampa, Meridian, Idaho Falls, Twin Falls und Coeur d’Alene. Mit einer Fläche von 216.440 km² ist Idaho der 14. größte Staat nach Landfläche und mit einer Bevölkerung von etwa zwei Millionen Menschen der 13. bevölkerungsärmste und auf Platz 43 nach Bevölkerungsdichte.
Der Staat wird auch als Gem State (Edelstein-Staat) bezeichnet, was die geologische Vielfalt und den natürlichen Reichtum Idahos hervorhebt. Der Name Idaho rührt wahrscheinlich vom indianischen Wort „Ee-dah-how“ der Shoshone her, was sinngemäß etwa „Licht auf den Bergen“ bedeutet. Anderen Behauptungen zufolge soll diese Übersetzung eine freie Erfindung des exzentrischen Minenlobbyisten George M. Willing sein.
Vor der europäischen Kolonisierung war Idaho seit Tausenden von Jahren von Ureinwohnern bewohnt. Im frühen 19. Jahrhundert wurde Idaho als Teil des Oregon Country betrachtet, ein Gebiet, das zwischen den USA und dem Britischen Empire umstritten war. Mit der Unterzeichnung des Oregon-Vertrags von 1846 wurde Idaho offiziell ein US-Territorium, aber erst 1863 wurde ein eigenes Idaho-Territorium eingerichtet, das stattdessen zeitweise zum Oregon-Territorium und zum Washington-Territorium gehörte. Der Staat wurde schließlich am 3. Juli 1890 als 43. Bundesstaat in die Union aufgenommen.
Idaho ist Teil des pazifischen Nordwestens (und der damit verbundenen Bioregion Cascadia) und gliedert sich aufgrund seiner ungewöhnlichen und weit bis in den Norden gestreckten Form in mehrere unterschiedliche geografische und klimatische Regionen. Der Norden des Staates, der relativ isolierte Idaho Panhandle, ist eng mit dem Osten Washingtons verbunden, mit dem er die pazifische Zeitzone teilt - der Rest des Staates nutzt die Mountain Time Zone. Der Süden des Staates umfasst die Snake River Plain (in der sich der größte Teil der Bevölkerung und der landwirtschaftlichen Flächen befindet), und der Südosten umfasst einen Teil des Great Basin. Idaho ist recht gebirgig und umfasst mehrere Ausläufer der Rocky Mountains. Etwa 38 % der Fläche Idahos gehören dem United States Forest Service, dem größten Anteil aller Bundesstaaten.
Zu den für die Wirtschaft des Bundesstaates wichtigen Branchen gehören das verarbeitende Gewerbe, die Landwirtschaft, der Bergbau, die Forstwirtschaft, Wissenschaft und Technologie sowie der Tourismus. Idaho ist seit der Staatsgründung ein überwiegend republikanischer Bundesstaat, in dem die Republikanische Partei sowohl bei den Wahlen im Bundesstaat als auch auf nationaler Ebene dominiert; die Abtreibung ist stark eingeschränkt, und der Staat hält an der Todesstrafe fest, einschließlich Methoden wie dem Erschießungskommando. Im Bundesstaat befindet sich das Idaho National Laboratory, die Hauptforschungseinrichtung der USA für Kernreaktoren und nukleare Antriebe. Die Landwirtschaft in Idaho liefert eine große Produktvielfalt, wobei der Staat vor allem für seine Kartoffelernte bekannt ist, die etwa ein Drittel des landesweiten Ertrags ausmacht. 

## Geografie

### Basisdaten
Von der 216.446 km² großen Staatsfläche (14. Rang unter den Bundesstaaten) sind 2133 km² Wasserfläche (1 %). Rund 47 % des Landes sind bewaldet. Der höchste Punkt in Idaho ist Borah Peak (3859 m) im Custer County.

### Ausdehnung des Staatsgebiets
Idaho hat eine Breite von maximal 491 km zwischen 110° W bis 117° W und eine Länge von 771 km zwischen 42° N bis 49° N.
Nachbarstaaten
Idaho grenzt an die Bundesstaaten Washington, Oregon, Nevada, Utah, Wyoming und Montana sowie die kanadische Provinz British Columbia. Der längliche Gebietsstreifen Idahos zwischen Washington und Montana wird im Englischen als Idaho Panhandle bezeichnet. Das Wort Panhandle für Pfannenstiel wird im Englischen häufig für Gebietskorridore oder andere schmale Landabschnitte gebraucht.
Gliederung
- Liste der Countys in Idaho

Ein historisches County von Idaho war das Alturas County.

### Landschaften
Die Landschaft ist in Idaho überwiegend bergig mit weiten unberührten Gegenden. Der Süden des Staates wird durch den Bogen der Snake River Plain geprägt, einer Ebene, die sich über rund 600 km von Ost nach West durch den gesamten Staat zieht. Ihr unmittelbares Umfeld wird durch die Basin-and-Range-Struktur des Großen Beckens beeinflusst. Der gesamte Rest des Staates gehört zu den Rocky Mountains. Die Sawtooth Range wird als Idahos bekanntestes Gebirge bezeichnet. Weitere Gebirgszüge in Idaho sind die Bitterroot Range an der Grenze zu Montana, die Clearwater Mountains, die sich von dort bis zum Salmon River erstrecken, die Salmon River Mountains, die Lost River Range und die White Cloud Mountains.
Bodenschätze sind in großen Mengen vorhanden.

### Flüsse
Die größeren Flüsse Idahos sind der Snake River, der Clearwater River, der Clark Fork River mit dem Pend Oreille River sowie der Salmon River.

### Wasserfälle

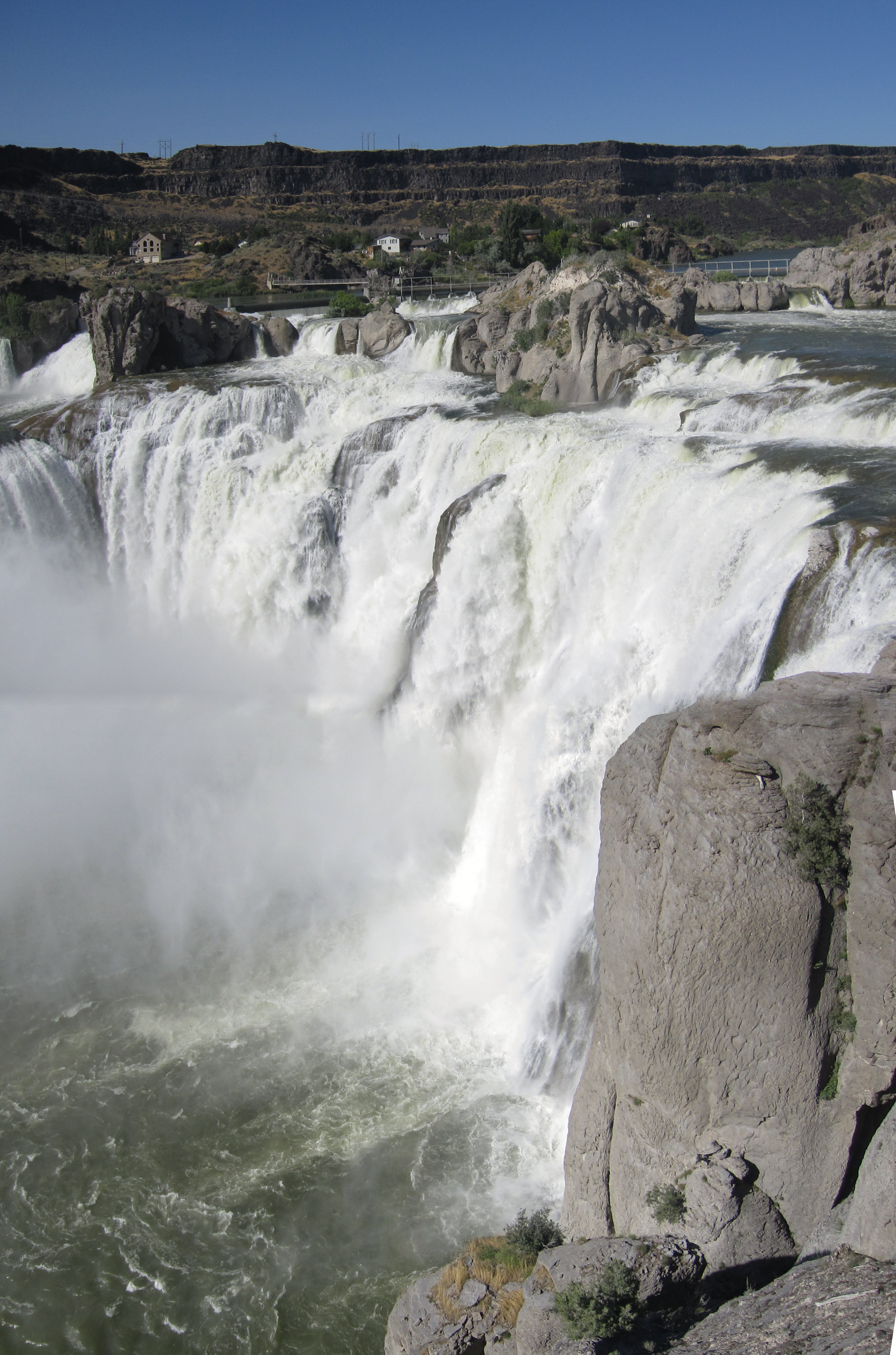
Die Shoshone Falls

Das Wasser des Snake River rauscht durch den Hells Canyon, der tiefer als der Grand Canyon ist. Die Shoshone Falls stürzen von rauen Felsen aus einer größeren Höhe in die Tiefe als die Niagarafälle.

### Seen
- Alturas Lake (Sawtooth National Recreational Area)
- Coeur d’Alene Lake
- Lake Pend Oreille
- Payette Lake (McCall)
- Petit Lake (Sawtooth National Recreational Area)
- Priest Lake
- Redfish Lake (Sawtooth National Recreational Area)
- Sawtooth Lake (Sawtooth National Recreational Area)

## Bevölkerung

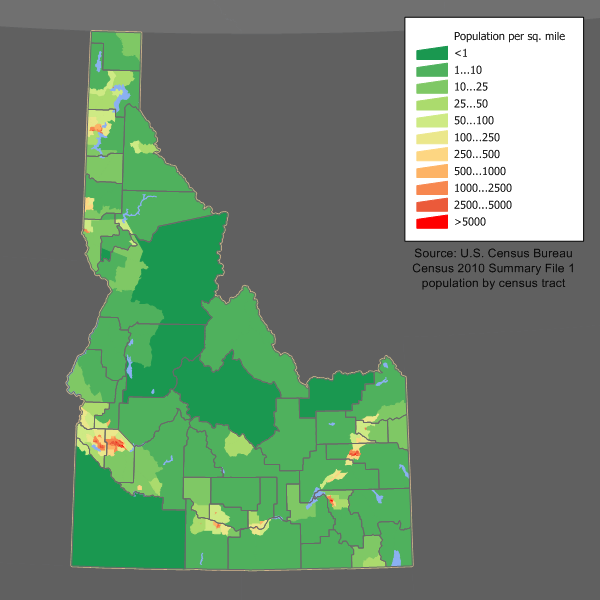
Bevölkerungsdichte

Idaho hat 1.567.582 Einwohner (Stand: Census 2010), davon 82,8 % Weiße, 1,7 % Indianer, 1,4 % Asiatische Amerikaner, 0,8 % Afroamerikaner. 12,0 % der Einwohner bezeichneten sich als Hispanics bzw. Latinos. Über drei Viertel der Bevölkerung Idahos stammt von Vorfahren aus Europa ab. Dabei bilden die Deutschstämmigen mit 21,8 % die größte Gruppe.

### Religionen
Die mitgliederstärksten Religionsgemeinschaften im Jahre 2000 waren die Kirche Jesu Christi der Heiligen der Letzten Tage mit 311.425, die Katholische Kirche mit 130.847, die Assemblies of God mit 18.745 und die United Methodist Church mit 17.683 Anhängern.

### Größte Städte
| Ort           |               |  |         | Einwohner |
| Boise         | Boise         |  | 235.684 | 235.684   |
| Meridian      | Meridian      |  | 117.635 | 117.635   |
| Nampa         | Nampa         |  | 100.200 | 100.200   |
| Idaho Falls   | Idaho Falls   |  | 64.818  | 64.818    |
| Caldwell      | Caldwell      |  | 59.996  | 59.996    |
| Pocatello     | Pocatello     |  | 56.320  | 56.320    |
| Coeur d'Alene | Coeur d'Alene |  | 54.628  | 54.628    |
| Twin Falls    | Twin Falls    |  | 51.807  | 51.807    |
| Rexburg       | Rexburg       |  | 39.409  | 39.409    |
| Post Falls    | Post Falls    |  | 38.485  | 38.485    |
| Lewiston      | Lewiston      |  | 34.203  | 34.203    |
| Eagle         | Eagle         |  | 30.346  | 30.346    |
| Moscow        | Moscow        |  | 25.435  | 25.435    |
| Census 2020   |               |  |         |           |

## Geschichte

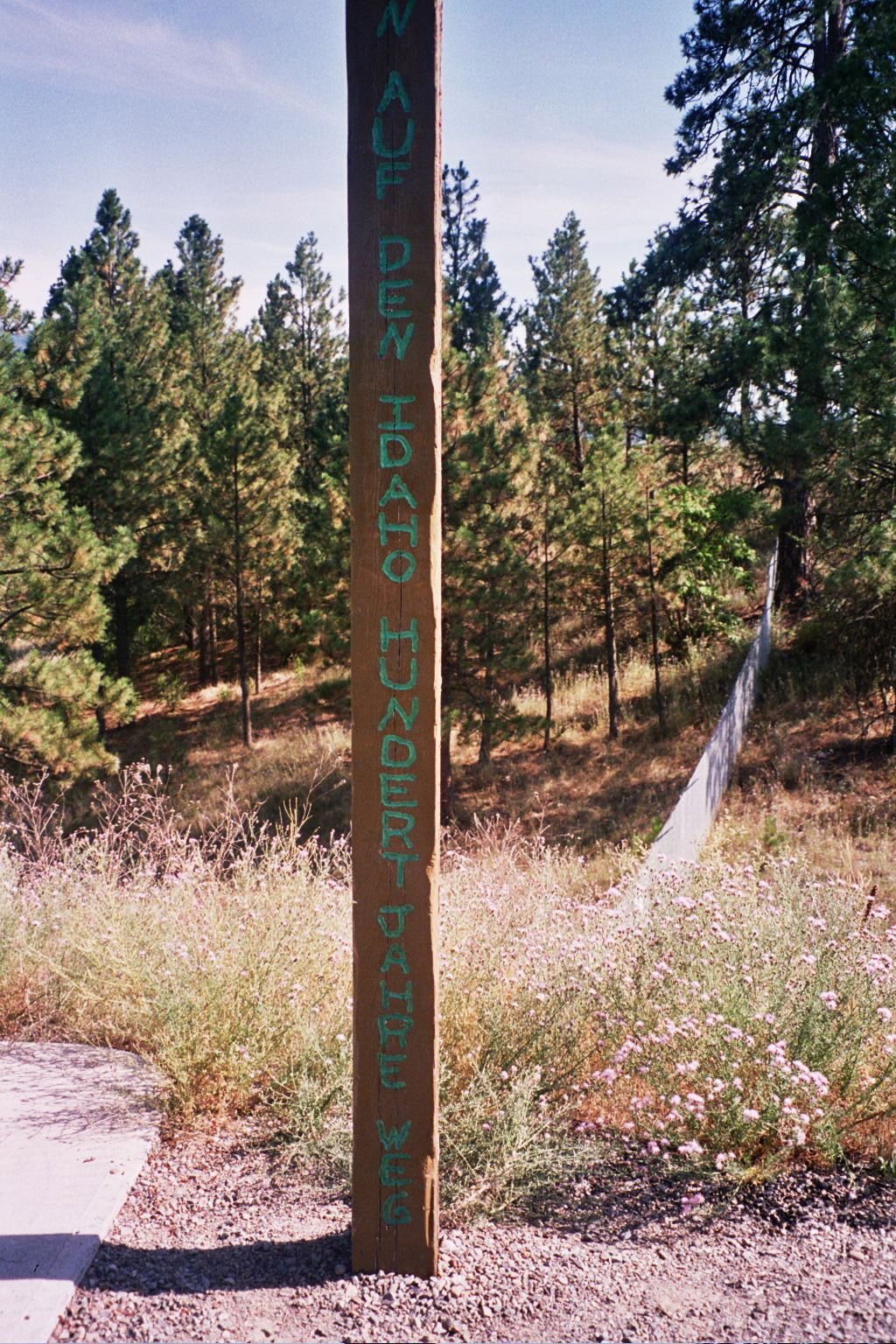
Grenzpfahl Idaho – Washington, hier mit deutscher Aufschrift

Idaho wurde bereits 1805 durch Lewis und Clark erforscht. Zu dieser Zeit lebten etwa 8000 Indianer in der Gegend.
Zunächst war Idaho ein Teil der Territorien von Oregon und Washington. Der Pelzhandel und die missionarische Tätigkeit ließen die ersten Siedler in die Region aufbrechen. Tausende durchzogen Idaho während des kalifornischen Goldrausches, nur wenige ließen sich in Idaho nieder. Am 4. März 1863 unterzeichnete US-Präsident Abraham Lincoln ein Gesetz, mit dem das Idaho-Territorium geschaffen wurde. Damals lag die Gesamtbevölkerung unter 17.000.
1865 wurde Boise an Stelle von Lewiston Hauptstadt. Als 1866 Gold in Idaho entdeckt und die transkontinentale Eisenbahn 1869 vollendet worden war, kamen zahlreiche Menschen nach Idaho, insbesondere chinesische Einwanderer zur Arbeit in den Minen. 1877 kam es im Rahmen des Feldzuges gegen die Nez Percé in Idaho zu mehreren Gefechten zwischen dem amerikanischen Heer und Nez-Percé-Indianern. Die Indianer waren dabei sehr erfolgreich, flohen allerdings schließlich, von den Amerikanern verfolgt, nach Wyoming und Montana.
Präsident Benjamin Harrison unterzeichnete ein Gesetz, mit dem Idaho als 43. US-Bundesstaat am 3. Juli 1890 den Vereinigten Staaten beitrat. Die damalige Bevölkerung betrug 88.548. Die Verfassung von 1889 ist noch immer in Kraft.
Nach der Etablierung als Bundesstaat wurden der Bergbau und andere Industrien ein bedeutender Faktor in der Wirtschaft. In den 1890er Jahren exportierte Idaho mehr Blei als jeder andere Staat. Obwohl die Abhängigkeit Idahos vom Bergbau abgenommen hat, ist der Staat weiterhin einer der bedeutendsten Produzenten von Silber und Blei. In den 1950er und 1960er Jahren wurden Einwohner Idahos durch radioaktiven Fallout der Nevada National Security Site kontaminiert. Die Bundesregierung arbeitete an einer Lösung, die Opfer zu entschädigen.

## Politik
| Jahr | Republikaner    | Demokraten      |
| ---- | --------------- | --------------- |
| 2024 | 66,87 % 605.246 | 30,38 % 274.972 |
| 2020 | 63,67 % 554.119 | 32,98 % 287.021 |
| 2016 | 59,25 % 409.055 | 27,48 % 189.765 |
| 2012 | 64,09 % 420.911 | 32,40 % 212.787 |
| 2008 | 61,21 % 403.012 | 35,91 % 236.440 |
| 2004 | 68,38 % 409.235 | 30,26 % 181.098 |
| 2000 | 67,17 % 336.937 | 27,64 % 138.637 |
| 1996 | 52,18 % 256.595 | 33,65 % 165.443 |
| 1992 | 42,03 % 202.645 | 28,42 % 137.013 |
| 1988 | 62,08 % 253.881 | 36,01 % 147.272 |
| 1984 | 72,36 % 297.523 | 26,39 % 108.510 |
| 1980 | 66,46 % 290.699 | 25,19 % 110.192 |
| 1976 | 59,88 % 204.151 | 37,12 % 126.549 |
| 1972 | 64,24 % 199.384 | 26,04 % 080.826 |
| 1968 | 56,79 % 165.369 | 30,66 % 089.273 |
| 1964 | 49,08 % 143.557 | 50,92 % 148.920 |
| 1960 | 53,78 % 161.597 | 46,22 % 138.853 |

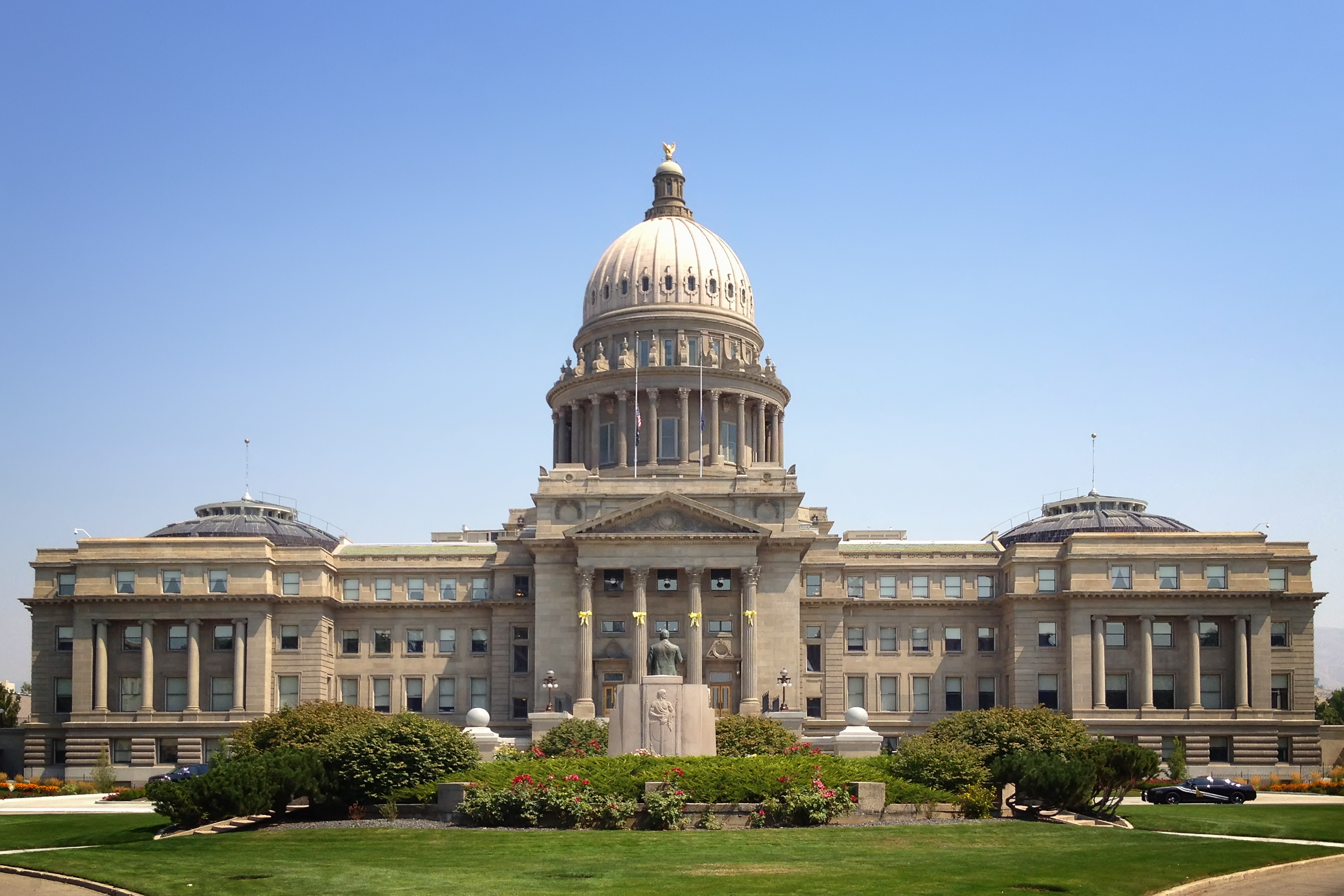
Idaho State Capitol in der Hauptstadt Boise

Idaho ist durch seine ländliche und religiöse Bevölkerung einer der konservativsten Staaten der USA; entsprechend haben die Republikaner hier seit 1964 bei keiner Präsidentschaftswahl verloren. Damals setzte sich Lyndon B. Johnson, der landesweit mit großem Vorsprung wiedergewählt wurde, in Idaho knapp gegen den republikanischen Herausforderer Barry Goldwater durch. 
Idaho stellt im Electoral College bei der Präsidentschaftswahl in den Vereinigten Staaten 2024, sowie schon seit 1912, vier Wahlleute.
Der starke Zuzug von der Westküste seit der Jahrtausendwende änderte entgegen einiger Erwartungen nichts an der politischen Grundhaltung der Bevölkerung. Idaho suchen sich gerade jene Zuwanderer aus, die das politische Klima eines konservativen Staates anzieht.
Idaho hat ein Zweikammerparlament, bestehend aus dem Repräsentantenhaus von Idaho und dem Senat von Idaho. Beide Kammern gelten als Teilzeitparlamente und werden jeweils alle zwei Jahre gewählt.

### Kongress
- Liste der US-Senatoren aus Idaho
- Liste der Mitglieder des US-Repräsentantenhauses aus Idaho

### Mitglieder im 119. Kongress
|  | Name                         | Mitglied seit | Parteizugehörigkeit |
|  | ---------------------------- | ------------- | ------------------- |
|  | Russell Mark Fulcher         | 2019          | Republikaner        |
|  | Michael Keith „Mike“ Simpson | 1999          | Republikaner        |

|  | Name               | Mitglied seit | Parteizugehörigkeit |
|  | ------------------ | ------------- | ------------------- |
|  | James Elroy Risch  | 2009          | Republikaner        |
|  | Michael Dean Crapo | 1999          | Republikaner        |

### Gouverneure
Bei der Wahl im November 2022 wurde Brad Little, der sein Amt seit 2019 ausübt, als Gouverneur von Idaho wiedergewählt. Lieutenant Governor (Vizegouverneur) und damit sein Stellvertreter ist seit 2022 Scott Bedke, ebenfalls Republikaner.
- Liste der Gouverneure von Idaho
- Liste der Vizegouverneure von Idaho

## Naturdenkmäler
Der National Park Service (NPS) weist für Idaho einen Nationalpark, drei National Historic Trails, einen National Geologic Trail, eine National Reserve, eine National Preserve (gleichzeitig ein National Monument) und ein bzw. zwei National Monuments aus:
- Yellowstone-Nationalpark
- California Trail
- Lewis and Clark National Historic Trail
- Oregon Trail
- Ice Age Floods National Geologic Trail
- City of Rocks National Reserve
- Craters of the Moon National Monument and Preserve
- Hagerman Fossil Beds National Monument

Hinzu kommen elf National Natural Landmarks (Stand 30. September 2017).

## Kulturdenkmäler

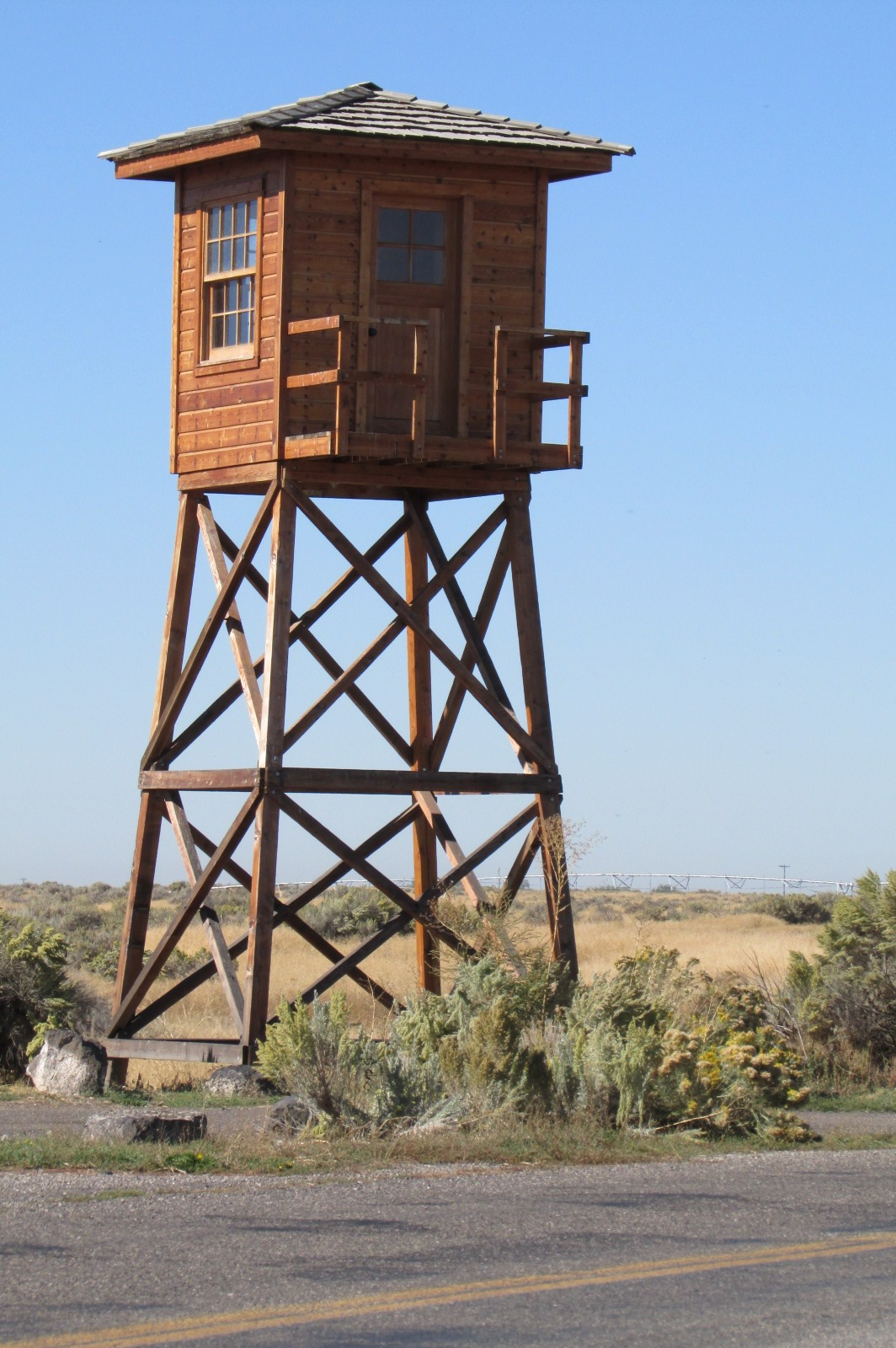
Wachturm im Minidoka War Relocation Center (2016)

Der NPS führt in Idaho eine National Historic Site und einen National Historical Park:
- Minidoka War Relocation Center
- Nez Perce National Historical Park

Daneben gibt es in Idaho zehn National Historic Landmarks und 1041 Bauwerke und Stätten, die im National Register of Historic Places eingetragen sind (Stand 30. September 2017).

## Wirtschaft und Infrastruktur
Das reale Bruttoinlandsprodukt pro Kopf (engl. per capita real GDP) lag im Jahre 2016 bei USD 39.970 (nationaler Durchschnitt der 50 US-Bundesstaaten: USD 57.118; nationaler Rangplatz: 49). Die Arbeitslosenquote lag im November 2017 bei 2,9 % (Landesdurchschnitt: 4,1 %).
Landwirtschaftliche Erzeugnisse sind Rindfleisch, Kartoffeln (Idaho Potatoes), Zuckerrüben, Molkereiprodukte, Weizen und Gerste. Auch Wein wird angebaut. Die industriellen Produkte sind Holzwaren, Maschinen, Computer-Hardware, chemische Erzeugnisse, Papierprodukte, Silber und andere Bodenschätze. Ein wichtiger Wirtschaftszweig ist der Tourismus.

## Bildung und Forschung
Zu den staatlichen Hochschulen gehören die Boise State University, die Idaho State University, das Lewis-Clark State College und die University of Idaho. Weitere Hochschulen sind in der Liste der Universitäten in Idaho verzeichnet. Nordwestlich von Idaho Falls liegt das Idaho National Laboratory.